# Gynoplistia decacantha
Gynoplistia decacantha là một loài ruồi trong họ Limoniidae. Chúng phân bố ở miền Australasia.